# Nonciclopedia
Nonciclopedia è un'enciclopedia online a contenuto umoristico, versione in lingua italiana di Uncyclopedia. Fondata il 3 novembre 2005, contiene 14573 voci al 12 agosto 2025. Rappresenta una parodia umoristica e demenziale di Wikipedia.

## Storia
(citazione iniziale della voce Wikipedia, "attribuita" a Pier Paolo Pasolini)

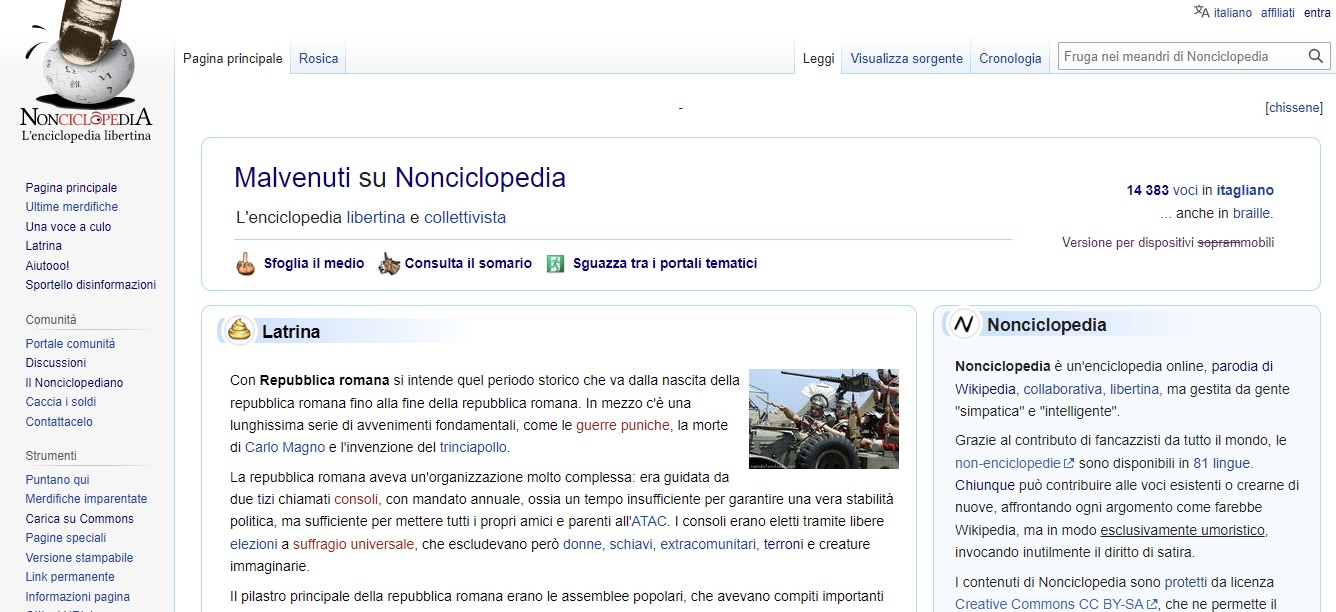
Home Page del sito

Il sito ha diverse volte raggiunto la notorietà grazie alle dispute legali che si sono susseguite nel corso degli anni, con personalità dello spettacolo o dello sport come Vasco Rossi e Marco Simoncelli.

### Caso Rossi
A seguito di una denuncia per diffamazione presentata dal cantante Vasco Rossi nel febbraio 2010, la voce omonima di Nonciclopedia venne parzialmente rimossa e temporaneamente oscurata. Un anno dopo alcuni amministratori vennero convocati dalla Polizia Postale, motivo per cui la comunità decise di sospendere il sito "a tempo indeterminato". Tania Sachs, portavoce del cantante, commentò: «Difendersi dagli insulti che piovono in maniera gratuita e non si sa per quale motivo non è solo lecito, è doveroso: libertà di stampa non è libertà di offendere». Il Messaggero espresse dubbi sulla provenienza dei motivi che attivarono l'azione legale. Numerosi furono i commenti su Facebook e Twitter da parte di utenti di Nonciclopedia e fan del cantante.
Nonciclopedia riaprì il 4 ottobre con una lettera di scuse indirizzata ai lettori, mentre la portavoce del cantante assicurò che la querela sarebbe stata ritirata.
La settimana successiva il cantante, dalla propria pagina Facebook ufficiale, espresse le sue critiche a Nonciclopedia per le pagine relative ad Anna Frank e Pietro Taricone. Ad esse seguirono le critiche per la voce dedicata al pilota motociclistico Marco Simoncelli, cui reagirono anche Fiorello e Francesco Facchinetti, che invocò un maggiore controllo dei contenuti, opinione da cui Rossi non si dissociò.

### Attività
Il sito ha avuto un'alternanza tra momenti di popolarità e di inattività pressoché totale.
Il picco di nuovi iscritti si è raggiunto a novembre 2009, nello stesso anno si sono registrati i numeri massimi per il numero di file caricati.
Una nuova impennata di accessi al sito si è verificata nell'autunno del 2011, nel quale si è raggiunto un valore relativo di 100 punti per Google trends. A ottobre si sono totalizzati 1400 iscritti in un mese e 600 utenti attivi.

## Struttura
(Slogan di Nonciclopedia)

### Redazione
Essendo basato su MediaWiki, Nonciclopedia come Wikipedia offre la possibilità di creare o modificare una voce e vedere visualizzate immediatamente le modifiche. Le varie versioni delle pagine sono mantenute in una cronologia e sono accessibili a chiunque.
L'amministrazione si occupa per lo più del vandalismo e degli errori dei neoiscritti, i quali spesso fraintendono il fine parodistico di Nonciclopedia inserendo voci unicamente volgari o noiose. Gli amministratori effettuano anche i bandi, ovvero l'esclusione degli utenti che violano deliberatamente le regole del sito.

### Logo

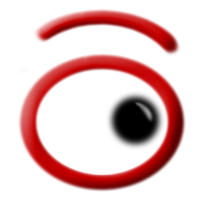
Il Papocchio, mascotte di Nonciclopedia e base di tutti i suoi loghi

Il logo attuale di Nonciclopedia riprende il simbolo di Wikipedia schiacciato da un dito e la dicitura "Nonciclopedia" mostra un occhio stilizzato al posto della lettera "o" ed evidenzia in rosso la parola "ciclope" all'interno della parola "nonciclopedia", presentando fin dall'inizio la sua vena goliardica.
Il logo generale di Uncyclopedia, adottato talvolta con alcune variazioni da svariate edizioni in lingua, è invece una patata chiamata Sophia, come la divinità gnostica, parodia del globo di Wikipedia.
In occasioni delle festività come Natale, Halloween, in estate o per festeggiare i compleanni, Nonciclopedia adotta altri loghi, varianti dell'originale.

### Voci
Le voci di Nonciclopedia si riferiscono solitamente a fatti, luoghi o persone reali, ma descritti in modo parodistico e sempre rispettando il principio di non contraddizione. Le regole di Nonciclopedia vietano di usare bestemmie e parolacce per "far ridere", sebbene queste non siano assenti nelle voci del sito. Il lettore è chiamato quindi a conoscere l'oggetto reale della parodia (ogni pagina di Nonciclopedia contiene il collegamento a quella corrispondente in Wikipedia, se questa esiste) per poter fruire appieno del contenuto delle voci. Questo bisogno di conoscere l'oggetto della parodia per comprendere le voci di Nonciclopedia viene usato dal saggista Tommaso Franci per esemplificare il pensiero filosofico di Gianni Vattimo applicato all'analisi comparata di voci in Wikipedia e Nonciclopedia.
Le voci su Berlusconi, berlusconismo e Veltroni sono indicate da V. Susca e D. De Kerckhove tra gli esempi di "polbusting", che con questo termine indicano una forma espressiva di sabotaggio eseguita da comuni utenti di Internet contro le multinazionali e altre immagini di potere arrivandone a disgregare il messaggio politico.
Secondo V. Del Marco e I. Pezzini, prendendo come esempio la comparazione fra la voce indignazione di Nonciclopedia e la sua definizione nel dizionario Devoto Oli, si tratta di una spassosissima operazione patafisica internettiana sedicente "liberatoria", frutto di un "lessicografo anonimo e collettivo", che predilige la poetica e la pragmatica rispetto alla semantica.
Nonciclopedia usa anche come tema molti meme di Internet, che coinvolgono in particolare Chuck Norris e Germano Mosconi.

### Cancellazioni
La cancellazione delle pagine è prevista dalle linee guida del progetto nel caso in cui una voce tratti argomenti non umoristici, vietati dalle linee guida o dal regolamento di Wikia (come ad esempio le violazioni di copyright).

### Statistiche
Nonciclopedia ha un progetto che raccoglie tutti i dati sugli utenti e sulle modifiche al sito.
Le statistiche sono aggiornate mensilmente con i dati forniti da Miraheze, inseriti in un grafico creato a novembre 2005.
(Descrizione delle statistiche)
La maggior parte delle statistiche riguardano gli utenti, in particolare sono indicativi i seguenti:
- Utenti registrati: 29 956
- Utenti attivi:[20] 53

Tutte le altre statistiche si trovano invece in una tabella, i cui dati più rilevanti sono:
- Il totale delle modifiche: 2 429 531
- Le pagine nonciclopediche: 14 394
- Le pagine:[21] 175 691

## Controversie
Nel maggio 2008 Nonciclopedia è stata citata, a proposito della voce "Emo", da un'agenzia per la tutela dei minori, Pronto Bambino, con l'accusa di diffondere manie suicide fra i giovani. L'accusa è stata ripresa l'8 maggio 2008 dal deputato dell'UDC Antonio De Poli, che ha presentato un'interrogazione parlamentare che ha suscitato clamore in Internet. L'interrogazione non ha avuto alcun effetto.
Il 3 ottobre 2011 venne annunciata la sospensione a tempo indeterminato del sito: gli amministratori di Nonciclopedia chiusero in toto il sito, di loro iniziativa, in seguito ad una denuncia per diffamazione sporta dai legali di Vasco Rossi. La denuncia sortì sulla rete l'effetto Streisand. La chiusura del sito rappresentò una sorta di "sciopero di protesta", avvenuto in seguito della convocazione da parte della polizia postale di alcuni amministratori del sito nonostante la pagina al riguardo fosse già stata cancellata dopo la prima convocazione. L'azione scatenò proteste e polemiche nella rete, con più di 150.000 internauti che intervennero su Facebook a difesa del sito. Il giorno seguente Tania Sachs, portavoce di Vasco, annunciò l'intenzione di ritirare la denuncia, ed il sito venne riaperto.
Il 23 ottobre 2011 tornò nota insieme al blog Spinoza per delle frasi scritte nei confronti di Marco Simoncelli: al pilota deceduto in un incidente in MotoGP venne infatti attribuita una frase da alcuni ritenuta macabra, offensiva e poco adatta al momento in cui è stata scritta.
Nel 2014 Nonciclopedia è stata nuovamente messa sotto accusa con la richiesta di rimuovere la voce su Sarah Scazzi, che ironizzava sulla ragazza morta e sui suoi familiari.